# ピーター・ライト
ピーター・ライト（Peter Wright、1970年3月10日 - ）は、スコットランドのダーツプレイヤー。2020・22年のウィリアムヒルワールドチャンピオンシップで優勝を果たした。愛称はスネークバイト。

## 来歴
ライトはリビングストン出身。2005年以前はBDOでプレーしていたが、同年PDC入り。モヒカンのヘアスタイルが特徴で試合の度に変わるという。
2017年、ワールドマッチプレーで準優勝。翌18年のワールドグランプリでも準優勝。2019年ドイツで開催されたワールドカップではゲイリー・アンダーソンと共にスコットランドを優勝に導いた。2020年にアレクサンドラ・パレスで行われたウィリアムヒル世界選手権では決勝で世界ランク1位のマイケル・ヴァン・ガーウェンを7-3で下し、悲願の世界一に輝いた。

## 主な成績

### BDO世界選手権
- 優勝: 無し
- 準優勝: 無し
- ベスト4: 無し
- ベスト8: 無し

### ワールドマスターズ
- 優勝: 無し
- 準優勝: 無し
- ベスト4: 無し
- ベスト8: 無し

### PDC世界選手権
- 優勝: 2回 (2020, 22)
- 準優勝: 1回 (2014)
- ベスト4: 1回 (2017)
- ベスト8: 3回 (2015 - 16, 25)

### ワールドマッチプレー
- 優勝: 1回 (2021)
- 準優勝: 1回 (2017)
- ベスト4: 2回 (2015, 18)
- ベスト8: 3回 (2016, 19, 22)

### ワールドグランプリ
- 優勝: 無し
- 準優勝: 1回 (2018)
- ベスト4: 1回 (2022)
- ベスト8: 2回 (2017, 23)

### UKオープン
- 優勝: 1回 (2017)
- 準優勝: 2回 (2015 - 16)
- ベスト4: 1回 (2013)
- ベスト8: 無し

### プレミア・リーグ・ダーツ
- 優勝: 無し
- 準優勝: 1回 (2017)
- ベスト4: 1回 (2020)
- ベスト8: 無し

### グランドスラム・オブ・ダーツ
- 優勝: 無し
- 準優勝: 3回 (2017, 19, 21)
- ベスト4: 1回 (2016)
- ベスト8: 無し

### ヨーロピアン・チャンピオンシップ
- 優勝: 2回 (2020, 23)
- 準優勝: 無し
- ベスト4: 2回 (2015 - 16)
- ベスト8: 4回 (2011, 14, 17, 22)

### プレイヤーズ・チャンピオンシップ・ファイナルズ
- 優勝: 1回 (2021)
- 準優勝: 無し
- ベスト4: 2回 (2016, 20)
- ベスト8: 1回 (2012)

### マスターズ
- 優勝: 1回 (2020)
- 準優勝: 無し
- ベスト4: 3回 (2019, 21, 23)
- ベスト8: 5回 (2015 - 18, 24)

### チャンピオンズリーグ・オブ・ダーツ
- 優勝: 無し
- 準優勝: 2回 (2018 - 19)
- ベスト4: 無し
- ベスト8: 無し

## 世界選手権の結果

### BDO
- 1995年: 第1ラウンド (1 - 3 リッチー・バーネットに敗北)

### PDC
- 2010年: 第1ラウンド (1 - 3 マイケル・ヴァン・ガーウェンに敗北)
- 2011年: 第3ラウンド (1 - 4 フィル・テイラーに敗北)
- 2012年: 第1ラウンド (1 - 3 イェレ・クラーセンに敗北)
- 2013年: 第2ラウンド (2 - 4 マイケル・ヴァン・ガーウェンに敗北)
- 2014年: 準優勝 (4 - 7 マイケル・ヴァン・ガーウェンに敗北)
- 2015年: 準々決勝 (1 - 5 ゲイリー・アンダーソンに敗北)
- 2016年: 準々決勝 (2 - 5 エイドリアン・ルイスに敗北)
- 2017年: 準決勝 (3 - 6 ゲイリー・アンダーソンに敗北)
- 2018年: 第2ラウンド (1 - 4 ジェイミー・ルイスに敗北)
- 2019年: 第2ラウンド (1 - 3 トニ・アルシナスに敗北)
- 2020年: 優勝 (7 - 3 マイケル・ヴァン・ガーウェンに勝利)
- 2021年: 第3ラウンド (3 - 4 ガブリエル・クレメンスに敗北)
- 2022年: 優勝 (7 - 5 マイケル・スミスに勝利)
- 2023年: 第3ラウンド (1 - 4 キム・ハイブレクトに敗北)
- 2024年: 第2ラウンド (0 - 3 ジム・ウィリアムズに敗北)
- 2025年: 準々決勝 (2 - 5 スティーブン・バンティングに敗北)